# Zhang Chengzhi
Zhang Chengzhi (张承志), né à Pékin le 10 septembre 1948 , est un écrivain chinois .

## Biographie
Zhang Chengzhi n'appartient pas à l'ethnie majoritaire Han, mais à l'ethnie Hui (musulman). Il est garde rouge pendant la révolution culturelle.
Il étudie ensuite l’archéologie et l’histoire à l'Académie chinoise des sciences sociales puis au Japon (Tōyō Bunko).

## Œuvre
- Histoire de l’âme (心灵史) (bestseller en Chine en 1994)
- Mon beau cheval noir (黑骏马), Philippe Picquier, 1999,   (ISBN 2-87730-435-3). traduction de Dong Qiang (董强).